# كاروفيلي
كاروفيلي هي بلدية في مقاطعة إزرنية في منطقة مليزة بجنوب إيطاليا، وتقع على بعد حوالي 35 كيلومتر (22 ميل) شمال غرب كمبباسة وحوالي 14 كيلومتر (8.7 ميل) شمال شرق إزرنية. اعتبارًا من 31 ديسمبر 2004 ، كان عدد سكانها 1508 نسمة ومساحتها 41.6 كيلومتر مربع (16.1 ميل2).
تقع البلدية على حدود البلديات التالية: أنيون، ميراندا، بيسكولانسيانو، روكاسيكورا، فاستوجيراردي.